# Honorio Bustos Domecq
Honorio Bustos Domecq è uno pseudonimo usato da Jorge Luis Borges e Adolfo Bioy Casares per firmare alcuni libri scritti a quattro mani. Venne usato la prima volta nel 1942 per la raccolta di racconti polizieschi Sei problemi per don Isidro Parodi, e in seguito i nel 1967 per i finti ritratti di artisti raccolti in "Cronache di Bustos Domecq".
I due scrittori hanno anche scritto una biografia fittizia del personaggio secondo la quale Honorio Bustos Domecq è nato a Pujato, è di cittadinanza argentina, e fu scrittore precoce nonché eminente poligrafo.
Un altro pseudonimo utilizzato da Borges e Casares fu Benito Suarez Lynch.